# Cal Fitó (Pinós)
Cal Fitó és una masia situada al municipi de Pinós a la comarca catalana del Solsonès, a 732 msnm.